# TV 패트롤
《TV 패트롤》(영어: TV Patrol)은 ABS-CBN에서 방영중인 메인 뉴스 프로그램이다.

## 진행 앵커

### 월요일부터 금요일까지
- 테드 파일론 (2004년 ~ 현재)
- 버나뎃 셈브라노 (2015년 ~ 현재)
- 놀리 데 카스트로 (1987년 ~ 2001년, 2010년 ~ 현재)

### 토요일과 일요일
- 앨빈 엘치코 (2011년 ~ 현재)
- 젠 에르난데스 (2016년 ~ 현재)

## 같이 보기
- ABS-CBN